# Little Nemo in Slumberland

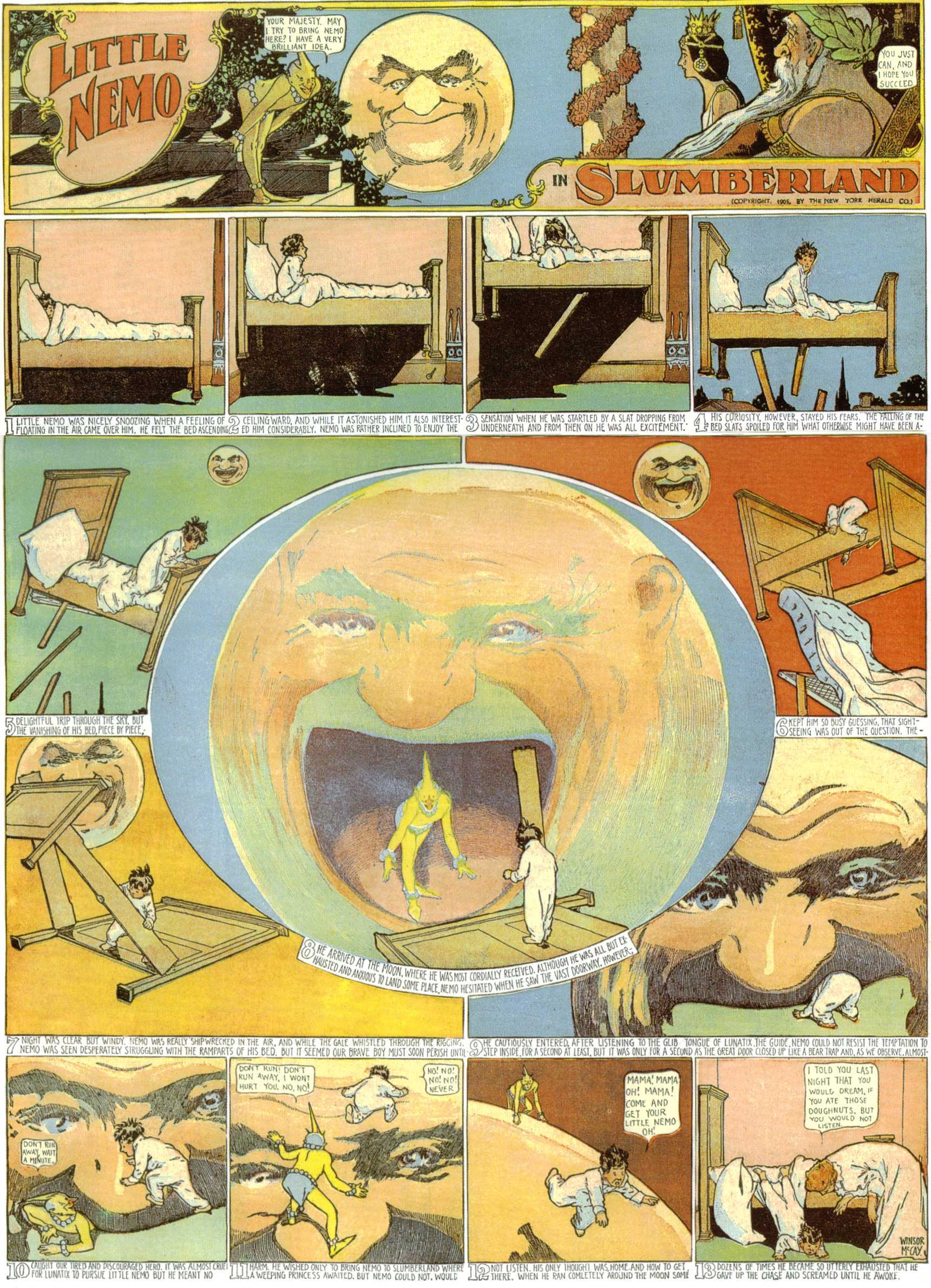
Little Nemo in Slumberland és considerat el primer gran clàssic del còmic, publicat el 1905.

Little Nemo in Slumberland (literalment, El petit Nemo al País dels Somnis, en català) és un còmic obra de l'estatunidenc Winsor McCay, considerat el primer gran clàssic de la història del còmic. Es va publicar, per primera vegada, en el New York Herald  entre el 15 d'octubre de 1905 i el 23 d'abril de 1911.

## Argument
El protagonista del còmic era un nen anomenat Nemo, ningú en llatí, i cada pàgina dominical de la sèrie corresponia a un somni seu. El protagonista despertava sempre en l'última vinyeta de la pàgina, de vegades entre plors, caient del llit, o havent de ser atès pels seus pares. Els somnis de Nemo, però, tenien continuïtat narrativa, el que donava a la sèrie una estructura de folletó molt adequada per introduir nombrosos personatges secundaris i mostrar un món dels somnis Slumberland d'una gran riquesa narrativa.
Al començament d'aquesta sèrie, visita a Nemo en els seus somnis un emissari del rei Morfeu, amb l'ordre de portar-lo al País dels Somnis, on s'haurà de convertir en company de jocs de la Princesa (el nom no s'esmenta en el còmic). Ho aconsegueix, després de moltes vicissituds, però llavors el somni és interromput per l'aparició d'un estrany personatge, Flip, que porta un barret de copa amb la frase "Wake Up" (Desperta) escrita en ell. Des de llavors, Flip es converteix en el principal antagonista de Nemo, doncs, només amb veure-li, mana el protagonista de tornada a la prosaica realitat. Flip acaba convertint-se en un company de Nemo una mica brètol. Apareixen altres personatges secundaris, com el Doctor Píndola, l'Imp, el Nen Caramel i Santa Claus, a més dels anteriorment esmentats.

## Estil
McCay realitza en aquesta obra una exploració exhaustiva de les possibilitats del mitjà, emprant multiplicitat d'enquadraments, i jugant amb el format de la pàgina de forma espectacular i sorprenent, a més de ser un dels primers còmics a aprofitar l'enorme potencial del color de les pàgines dominicals (sunday strips). Amb un alambinat estil visual, inspirat en l'Art Nouveau, posa en escena una gran varietat de personatges i escenaris. També s'ha relacionat l'obra de McCay amb moviments culturals posteriors, com el surrealisme, per la importància que concedeix a l'oníric, arribant-se a afirmar que es tracta 
| « | d'una mostra perfecta de fantasia creïble gràcies al virtuosisme gràfic d'un dibuixant. El polifacètic talent de McCay va fer plausible un món impossible on l'única lògica existent era la dels somnis. | » |

## Publicació
La primera aparició de la sèrie Little Nemo in Slumberland al diari New York Herald va tenir lloc el 15 d'octubre de 1905, i va continuar apareixent cada diumenge, en pàgines completes a tot color, fins al 23 d'abril de 1911. Cal tenir en compte que, a diferència d'altres clàssics del còmic, Little Nemo no era distribuïda per syndicates a altres publicacions, per la qual cosa la seva popularitat es va deure a la seva difusió per un sol periòdic de l'àrea de Nova York. No obstant això, el seu èxit va ser gran, com ho testimonia la gran quantitat de productes derivats del personatge que es van comercialitzar en l'època.
El 30 d'abril de 1911, Little Nemo va passar a publicar-se al New York American i altres periòdics propietat de William Randolph Hearst, amb el nou títol de In the Land of Wonderful Dreams. Aquesta nova etapa de la sèrie es va perllongar fins al 26 de juliol de 1914. Molts anys després, McCay faria reaparèixer a Little Nemo a les pàgines del New York Herald entre el 3 d'agost de 1924 i el 26 de desembre de 1926, sense assolir l'èxit de la primera època del personatge.
Robert McCay, fill del creador de Nemo i model en què el seu pare es va inspirar per crear el personatge, va intentar ressuscitar el còmic en dues ocasions, en els anys 30 i després a els 40, sense aconseguir-ho.

## Edicions actuals

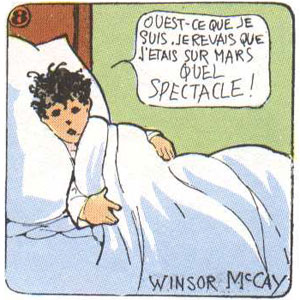
Imatge de Little Nemo despertant, d'una edició en francès

El còmic, i totes les obres de McCay, són de domini públic des de l'1 de gener de 2005. Això és vàlid internacionalment.
En anglès, hi ha dos reculls de tot el material de Nemo realitzat en el període 1905-1914: l'edició en sis volums de Fantagraphics Books (1989-93) i la de Taschen, en un sol volum, Little Nemo 1905-1914 (ISBN 3-8228-6300-9).
En espanyol no existeix cap edició completa de l'obra, encara que sí una incompleta (1905-1908), realitzada per Norma Editorial. A finals dels 1970 la tira va ser publicada en espanyol pel mensual "El Expreso Imaginario" de Buenos Aires. A 2014 Ediciones Kraken va publicar una altra recopilació, encara incompleta, des de 1905 fins a 1914.
En català hi ha una edició realitzada per Els Llibres de Glauco, SA l'any 1984 dins de la col·lecció Laertes Comic (actualment Laertes, SA d'Edicions), que abasta des d'octubre de 1905 fins a setembre de 1906 (ISBN 84-7612-011-7), encara que segons la base de dades de l'ISBN es troba actualment esgotada.

## Adaptacions

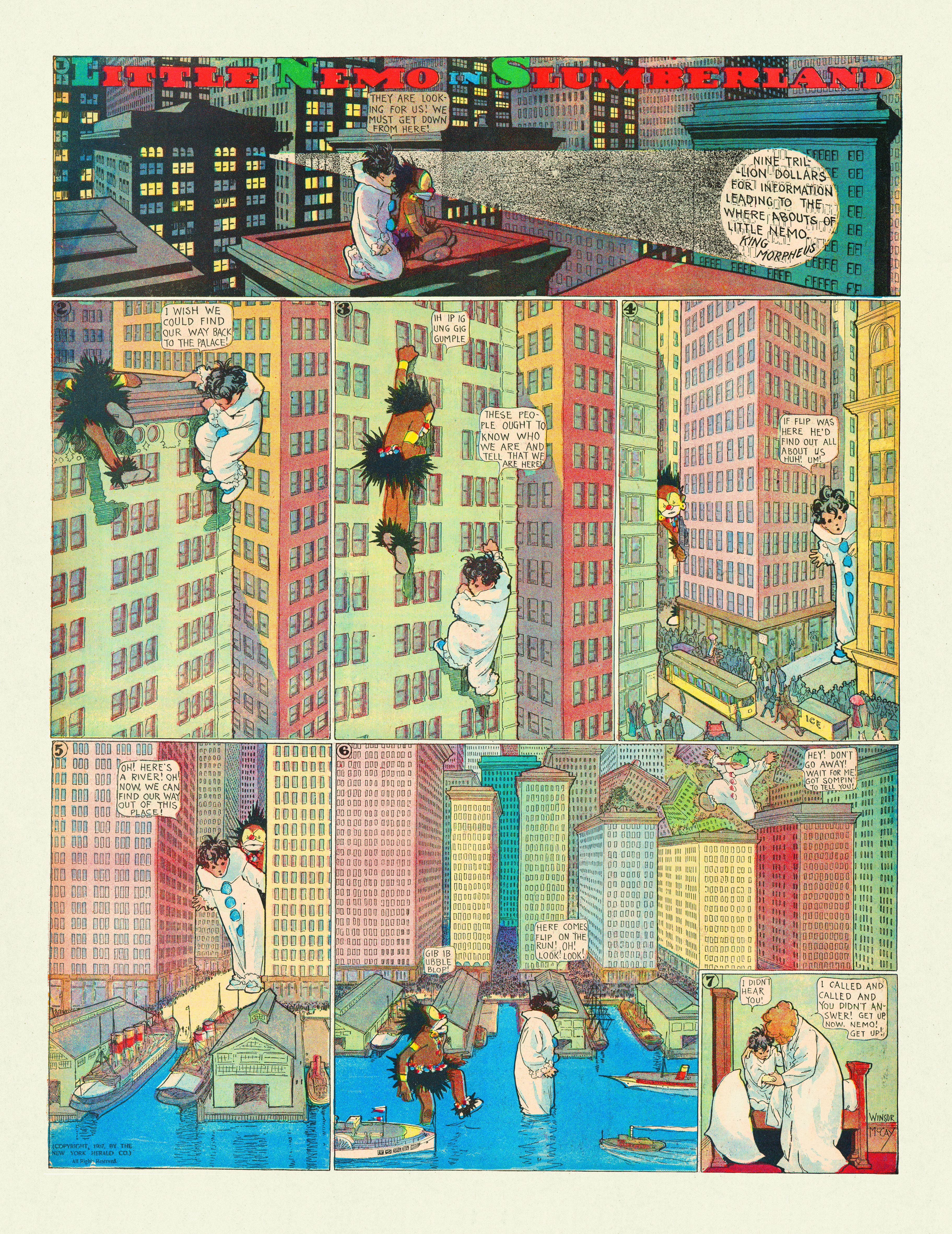
The walking bed

L'èxit del còmic va provocar la introducció del personatge en altres mitjans, amb la finalitat de rendibilitzar comercialment: va aparèixer en sèries de postals dibuixades per McCay, llibres, jocs, i roba per a nens, ja des 1906. el 1908, l'autor Victor Herbert va estrenar a Broadway una obra teatral sobre el personatge.

### Teatre

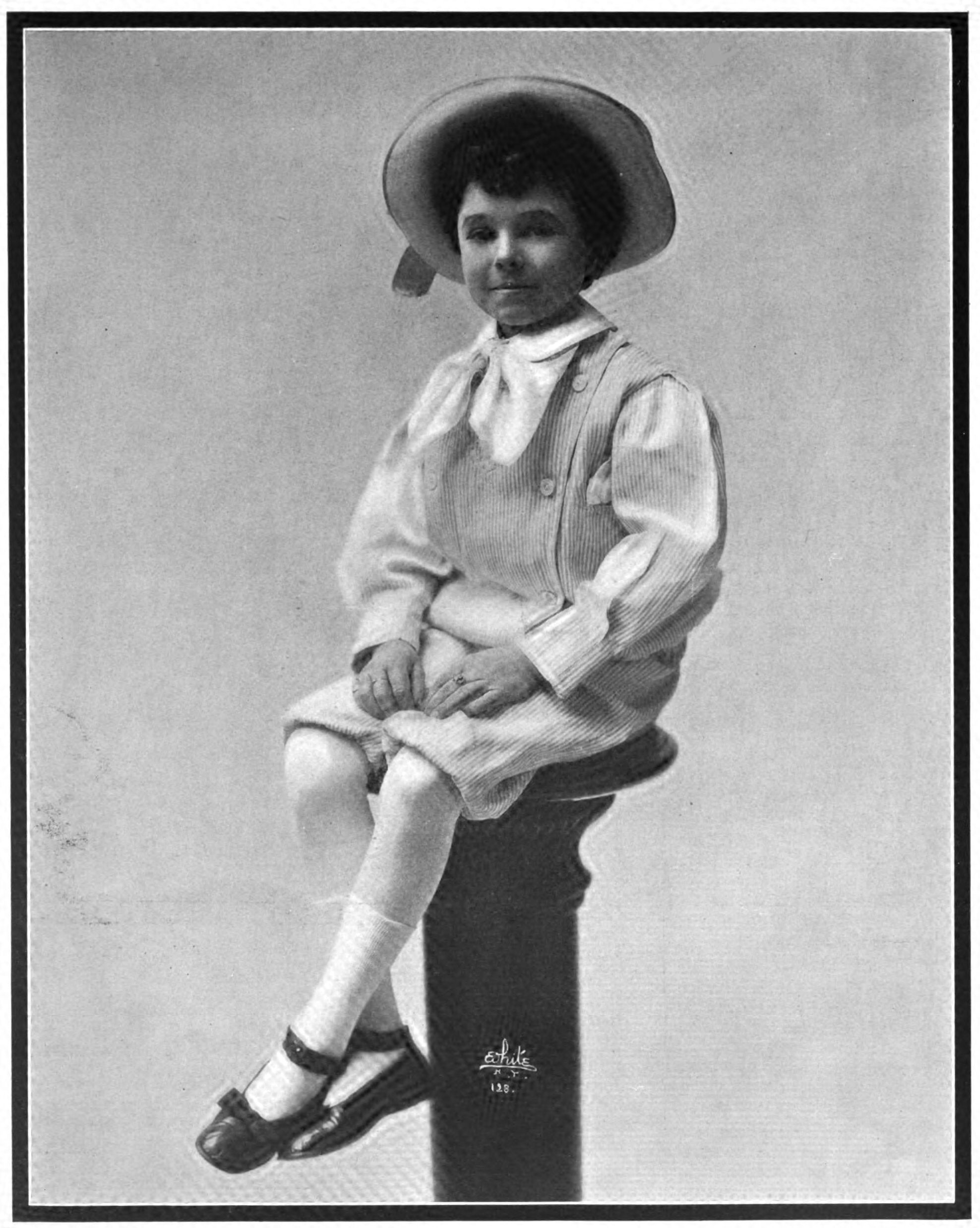
Master Gabriel com l'estrella del musical de 1908 Little Nemo.

Ja el 1905 es van fer diversos intents avortats de portar a l'escenari Little Nemo. A l'estiu de 1907, Marcus Klaw i A. L. Erlanger van anunciar que presentarien un extravagant programa Little Nemo per 100.000 dòlars una suma sense precedents, amb una partitura de Victor Herbert i lletres de Harry B. Smith. Va protagonitzar-la el nan Gabriel Weigel com a Nemo, Joseph Cawthorn com a Dr. Pill i Billy B. Van com a Flip. Les ressenyes van ser positives i van exhaurir les entredes a Nova York. Van fer gira durant dues temporades. McCay va portar el seu acte de vodevil a cada ciutat on es anava la representació Little Nemo. Quan un circuit de Keith es va negar a deixar que McCay actués a Boston sense cap acte nou, McCay va passar a l'agència de William Morris, amb un augment de 100 dòlars a la setmana. En diverses ciutats, McCay va portar el seu fill, que estava assegut en un petit tron vestit de Nemo com a publicitat. Tot i l'èxit de l'espectacle, no va poder recuperar la inversió a causa de les seves enormes despeses,, que va acabar al desembre de 1910.
A mitjans de 2012, la companyia teatral de Toronto, Frolick, va realitzar una adaptació de la tira a Adventures in Slumberland, un espectacle multimèdia amb titelles grans i petits i una partitura que incloïa com a tornada "Wake Up Little Nemo", ambientada en la melodia de l'èxit de The Everly Brothers del 1957 "Wake Up Little Susie". Talespinner Children's Theatre a Cleveland, OH va produir una adaptació reduïda, "colorida i d'alta energia de 45 minuts", el 2013, Adventures In Slumberland de  David Hansen.

### Cinema
La primera adaptació cinematogràfica de Little Nemo va ser realitzada pel mateix autor, Winsor McCay, el 1911, aprofitant la popularitat del còmic. McCay va tenir un paper important en la història inicial de l'animació. El 1911 va completar la seva primera pel·lícula, Winsor McCay, the Famous Cartoonist of the N.Y. Herald and His Moving Comics (també conegut com Little Nemo), primer als cinemes i després com a part del seu acte de vodevil. McCay va fer els 4.000 papers d'arròs per a la part animada de la pel·lícula. La part animada va ocupar uns quatre minuts de la durada total de la pel·lícula. La fotografia es va fer als Vitagraph Studios sota la supervisió del pioner de l'animació James Stuart Blackton. Durant la part de l'acció en viu de la pel·lícula, McCay aposta als seus col·legues, entre els que es troben George McManus, l'actor John Bunny i l'editor Eugene V. Brewster, que pot fer moure els seus dibuixos. Guanya l'aposta animant el seu personatge Little Nemo, que canvia de forma i es transforma. La part animada té una durada de menys de tres minuts.
El francès Arnaud Sélignac va dirigir el 1984 la pel·lícula Nemo, també coneguda com a Dream One, produïda per John Boorman, si bé no es tracta d'una adaptació de l'obra de McCay, sinó d'una pel·lícula fantàstica molt personal lliurement inspirada en aquesta. el 1989, els japonesos Masami Hata i Masanori Hata van estrenar la pel·lícula d'anime Little Nemo: Adventures in Slumberland, amb la col·laboració en els guions, entre d'altres, de l'historietista francès Jean Giraud (Moebius) i de l'escriptor nord-americà Ray Bradbury.
El gener de 2020, es va anunciar que es realitzaria una nova adaptació de la pel·lícula d’acció en viu exclusivament per a Netflix. La pel·lícula estarà dirigida per Francis Lawrence i comptarà amb una versió canviat de gènere del personatge del títol anomenat Nema. Jason Momoa protagonitzarà una versió radicalment alterada de Flip, que es descriu com una "criatura de nou peus d'altura que és mig home, mig bèstia, té pell peluda i llargs ullals corbats". La trama se centrarà en Nemo i Flip que viatgen per Slumberland a la recerca del pare del primer.

### Òpera
La Sarasota Opera va encarregar al compositor Daron Hagen i el llibretista J. D. McClatchy crear una òpera basada en Little Nemo. Dos elencs de nens van alternar representacions quan es va estrenar el novembre del 2012. La història no lineal onírica que explicava Nemo, la princesa i els seus companys que intentaven evitar que l'Emperador del Sol i el Guardià de l'Alba portessin la llum del dia a Slumberland. Es van produir efectes especials i fons canviants amb projeccions sobre una bastida de caixes. L'obra es va representar per primera vegada els dies 10 i 11 de novembre de 2012, per membres de l'Operapera de Sarasota, Sarasota Youth Opera, Sarasota Prep Chorus, The Sailor Circus i estudiants de l'escola Booker.

### Altres mitjans
Existeix també un videojoc de Nintendo basat en l'obra de McCay, Little Nemo: The dream master (1990).
Al llarg dels anys s'han produït diverses peces de merxandatxe de Little Nemo. El 1941, Rand, McNally & Co. van publicar un llibre de contes per a nens de Little Nemo. Little Nemo in Slumberland in 3-D va ser llançat per Blackthorne Publishing el 1987; una reimpressió de números de Little Nemo amb ulleres d'anàglif. Un conjunt de 30 postals de Little Nemo van estar disponibles a través de Stewart Tabori & Chang el 1996. El 1993, com a promoció de la pel·lícula d'animació de 1989, Hemdale va produir un conjunt per a col·leccionistes que inclou una pel·lícula en VHS, un llibre de contes il·lustrat i una banda sonora de casset. El 2001, Dark Horse Comics va llançar una estàtua de Little Nemo i una carmanyola de llauna.

## Homenatges i paròdies
Tant per la seva importància en la història del còmic com pel recognoscible de la seva estructura narrativa, són molt abundants les historietes que s'han inspirat en les aventures de Nemo. Poden citar-se:
- Miguel Ángel Gallardo: Els Somnis del niñato.

- Vittorio Giardino:  Little Ego , una paròdia eròtica.

- Maurice Sendak: In the Night Kitchen (A la cuina de nit).

El llibre Ningú, petit del poeta català Melcion Mateu és un homenatge al món oníric de Little Nemo.

## Influència cultural
Little Nemo mateix està influït per les històries infantils en general i per algunes pàgines còmiques franceses en particular.
Des de la seva publicació, Little Nemo ha influït en altres artistes, incloent Peter Newell (The Naps of Polly Sleepyhead), Frank King (Bobby Make-Believe), Clare Briggs (Danny Dreamer) o George McManus (Nibsy the Newsboy in Funny Fairyland). A través de l'edició de París del New York Herald, la seva influència va arribar a França i a altres països europeus.
En literatura infantil, Maurice Sendak va dir que aquesta tira va inspirar el seu llibre In the Night Kitchen , i William Joyce incloïa diversos elements de Little Nemo a el seu llibre infantil Santa Calls, incloent aparicions de Flip i el llit ambulant. Un altre homenatge a Little Nemo és el còmic, que es va convertir en un curtmetratge, Little Remo in Pinchmeland, d'Ellen Duthie i Daniela Martagón.
El personatge i els temes de la historieta  Little Nemo  es van utilitzar en una cançó Scenes from a Night's Dream escrita per Tony Banks i Phil Collins del grup de rock progressista Genesis a la seva gravació del 1978, ... And Then There Were Three ...
Un altre grup de rock progressiu, d’Alemanya, anomenat Scara Brae, també va enregistrar una impressió musical del còmic al seu rar disc homònim del 1981 (la pista es va gravar 2 anys abans). La seva peça conceptual va ser recuperada en el segon àlbum per la banda grega Anger Department, curiosament anomenada The Strange Dreams of A Rarebit Fiend, anomenada així per un altre còmic de McCay. El seu 'Little Nemo' va ser escollit per a una obra de teatre, que es va suggerir per al programa cultural dels Jocs Olímpics del 2004.
El 1984, l'artista còmic italià Vittorio Giardino va començar a produir diverses històries sota el títol Little Ego, una adaptació paròdica de 'Little Nemo', a la forma dels còmics eròtics orientats a adults. La primera historieta còmica de Brian Bolland "Little Nympho in Slumberland" utilitzava una tècnica similar.
El bar de Malson a Elm Street 3 (A Nightmare On Elm Street 3: Dream Warriors) es diu "Little Nemo's".
Va influir Alan Moore, a "Miracleman" núm. 4, quan la família Miracleman va acabar en un palau anomenat "Sleepy Town", que té imatges similars a Little Nemo. A Promethea de Moore (i JH Williams III), un pastitx més directe - "Little Margie in Misty Magic Land" - mostrava la inspiració i el deute de Moore amb la fita de 1905 de McCay. La sèrie The Sandman de tant en tant també fa referència a "Little Nemo". Alguns exemples inclouen The Sandman: The Doll's House, on un nen maltractat escapa als somnis seguint els còmics de McCay i utilitzant un mecanisme similar de "despertar", i The Sandman: Book of Dreams (publicat el 1996), que presenta el curtmetratge de George Alec Effinger "Seven Nights in Slumberland" (on Nemo interactua amb els personatges de Neil Gaiman] The Endless).
El 1989, el còmic de Marvel Power Pack va publicar un número (nº 47) que rendia un homenatge directe a una de les històries de Nemo de McCay, amb un castell dibuixat de costat i Katie Power que representava un panell clàssic de Nemo amb un passadís dibuixat de costat que feia de pou sense fons amb la línia "Don't fall in, y'hear?" (No caiguis, sents?).
"Little Nemo in Slumberland" també és la inspiració del vídeo de la cançó de 1989 Runnin 'Down a Dream de Tom Petty.
El 1994-1995, l'artista francès Moebius va escriure la història d'una seqüela de la sèrie còmica "Little Nemo", dibuixada per Bruno Marchand en dos àlbums, 2000-2002 Marchand va continuar la història amb dos àlbums addicionals.
El 2006, l'artista electrònic Daedelus va utilitzar les obres d'art de Little Nemo per al seu àlbum Denies the Day's Demise.
La tira còmica "Cul de Sac", creada per Richard Thompson, inclou una tira dins de la tira, "Little Neuro", una paròdia de Little Nemo. Neuro és un nen petit que gairebé mai no deixa el llit.
El 15 d'octubre de 2012 el cercador Google li ret homenatge a través d'un doodle interactiu.
A Universal's Islands of Adventure, a la secció Toon Lagoon, es pot veure a Little Nemo caure del llit a prop d’una botiga.
Eric Shanower i Gabriel Rodriguez van reviure els personatges el 2014 en una sèrie de còmics d'IDW titulada Little Nemo: Return to Slumberland.

### Llibres
- Canemaker, John. Winsor McCay: His Life and Art. Revisada.  Abrams Books, 2005. ISBN 978-0-8109-5941-5.
- Grant, John. Animated Movies Facts, Figures & Fun.  AAPPL, 2006. ISBN 978-1-904332-52-7.
- Keil, Charlie; Singer, Ben. American Cinema of the 1910s: Themes and Variations.  Rutgers University Press, 2009. ISBN 978-0-8135-4445-8.

### Alters
- Howey, Christine. «Adventures in Slumberland, Talespinner Children's Theatre» (en anglès), 02-12-2013. [Consulta: 13 febrer 2021].
- Morrow, Martin «Adventures in Slumberland» (en anglès). The Grid, 08-08-2012. Arxivat de l'original el 4 juliol 2014 [Consulta: 13 febrer 2021]. Arxivat 4 de juliol 2014 a Wayback Machine.
- Williams, Gayle «Opera Review: 'Little Nemo in Slumberland' has a timeless appeal» (en anglès). Sarasota Herald-Tribune, 12-11-2012. Arxivat de l'original el 16 novembre 2012 [Consulta: 13 febrer 2021]. Arxivat 2 October 2013[Date mismatch] a Wayback Machine.